# Embroidery Extraordinary
Embroidery Extraordinary è un cortometraggio muto del 1910 diretto da Cecil M. Hepworth.

## Trama
Il ricamo disegna il suo stesso ricamo compilando alla fine la parola "addio".

## Produzione
Il film fu prodotto dalla Hepworth.

## Distribuzione
Distribuito dalla Hepworth, il film - un cortometraggio di animazione di 68,6 metri - uscì nelle sale cinematografiche britanniche nell'ottobre 1910.
Si conoscono pochi dati del film che, prodotto dalla Hepworth, fu distrutto nel 1924 dallo stesso produttore, Cecil M. Hepworth. Fallito, in gravissime difficoltà finanziarie, il produttore pensò in questo modo di poter almeno recuperare il nitrato d'argento della pellicola.